# 细胞区室
細胞區室（英語：cellular compartment，亦称为细胞腔隙）是細胞生物學中使用的名詞，包括所有真核細胞的細胞質中封閉的部分，它們多被單層或雙層的磷脂所包圍。絕大多數的細胞器均被視為是細胞區室，例如：線粒體、葉綠體（光合生物）、過氧化物酶體、溶酶體、內質網、細胞核及高尔基体。更小的元素，如囊泡，和有時甚至是微管等也計算在內。
一般認為細胞區室化並不存在於原核生物的細胞內，但隨著諸如羧酶体（carboxysome）及對細菌的微區室（bacterial microcompartment）的研究顯示原核生物也有能力去對細胞器進行區室化。

## 類別
一般而言，真核細胞內有4種主要的細胞區室：
1. 包括細胞核在內的核室
2. 在內質網的膜之間的空間中（內膜系統）
3. 細胞器
4. 細胞質

## 功用
細胞區室，或稱作细胞的區室化容許生物膜把細胞內不同的空間分隔，形成各種各樣的細胞器。這種分隔容許不同區室中有不同的pH值、不同的電位及酶系統等，並容許細胞在同一時間內進行不同的代謝活動。同时由于内膜系统的存在令多种的细胞器互相联系起来，使得各细胞器之间能有序地進行有關物質交換、能量與信息傳遞等各種活動。